# Поляков, Григорий Иванович (орнитолог)
Григорий Иванович Поляков (16 февраля 1876 Москва — 4 апреля 1939) —  русский и советский орнитолог, издатель «Орнитологического вестника», в котором и сам опубликовал более 40 работ, описал ряд подвидов. Ученик известного российского орнитолога и таксидермиста Ф. К. Лоренца (1842—1909).

## Биография

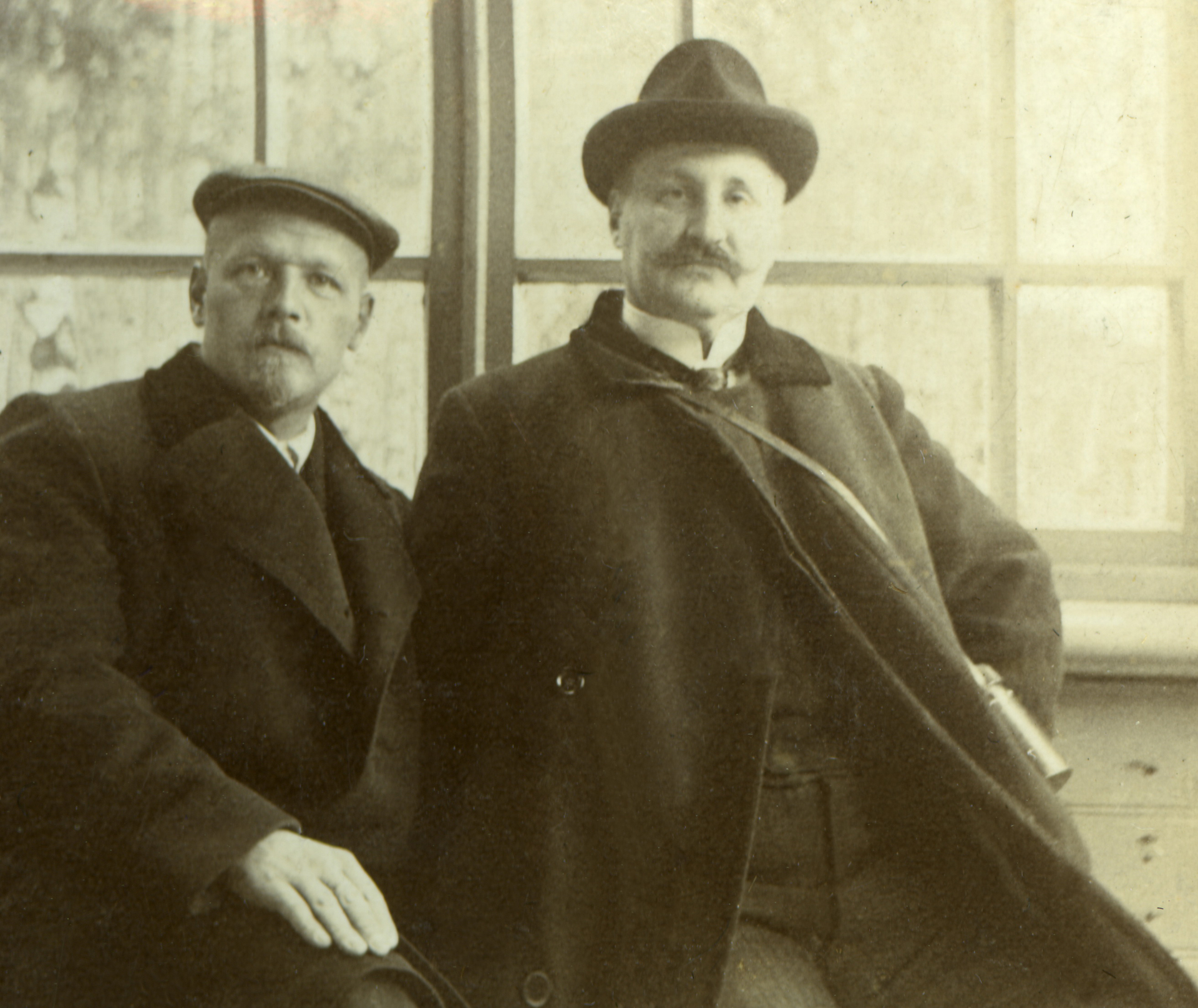
Григорий Иванович Поляков и Алексей Викулович Морозов, около 1913 г.

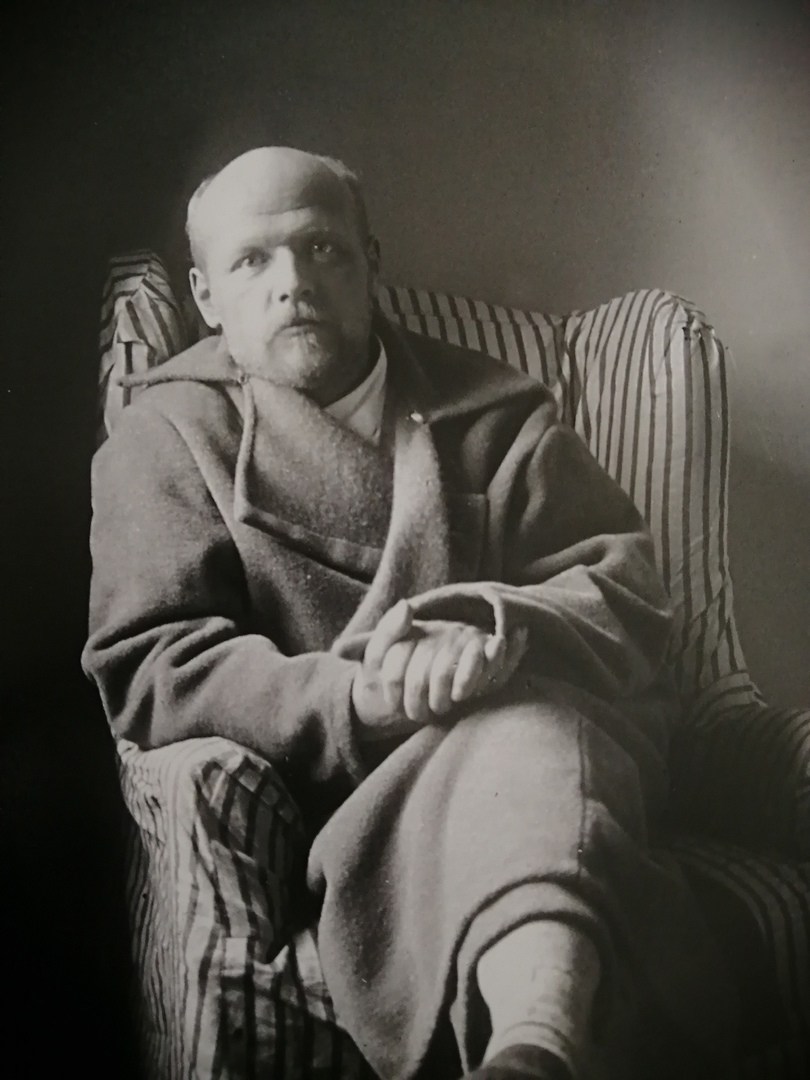
Григорий Поляков в домашней обстановке, 1910-е гг.

Родился в семье предпринимателя-старообрядца Ивана Кондратьевича Полякова. По семейному преданию, Иван Поляков и его невеста Неонила Карповна Свешникова покинули родную деревню и нашли работу н на фабрике Елисея Саввича Морозова. Там Поляков устроился сторожем, а Неонила Свешникова мыла полы, в то время они только поженились. Как-то Елисей Морозов лично познакомился с Иваном Поляковым — сторожем, который, как он слышал, хорошо читает церковные тексты — и решил, что тот достоин лучшей должности. Поляков постепенно стал продвигаться по служебной лестнице. При сыне Елисея, Викуле Морозове, он стал уже коммерческим партнером фирмы «Товарищества Саввинской мануфактуры Викула Морозова сыновей, Ивана Полякова и К°». Старший сын Елисей Иванович Поляков (1873-1927), названный так в честь Е. Морозова, возглавлял Саввинскую мануфактуру. Григорий  заведовал её ткацким отделением.
Член Русского географического общества, Германского орнитологического общества (1916), Британского орнитологического союза (1916), Киевского орнитологического общества (1910). Совершил экспедицию на озёра Зайсан-нор и Маркакуль. В 1923 передал в дар Зоологическому музею МГУ крупную орнитологическую коллекцию в 37 сундуках. В 1925 МОИП отправил учёного в командировку — изучать фауну Курской области.
22 июня 1927 года арестован ОО ОГПУ МВО как член контрреволюционной группы за антисоветскую агитацию и связь с заграницей. 3 октября 1927 года осуждён Коллегией ОГПУ по статье 58-10 на 10 лет ИТЛ. В 1927—1931 заключенный СЛОН, в это время занимался исследованием орнитофауны Соловецких островов, заведовал биологической станцией. Определил соловецкую чайку как подвид серебристой.
11 марта 1929 года срок снижен постановлением Коллегии ОГПУ до 5 лет ИТЛ. В 1932 вывезен в Вологду с частью соловецких заключённых. В 1933 году освобождён и получил место научного сотрудника в Центрально-Лесном заповеднике, но не смог туда выехать из-за болезни. В 1933—1934 проживал на ст. Перловская в Подмосковье. Бедствовал, хлопотал о персональной пенсии. Скончался от туберкулёза.
Реабилитирован 15 мая 2003 года Прокуратурой города Москвы.

## Семья
- Жена (с 1897) — Александра Михайловна, урождённая Бояршина, дочь купца 1-й гильдии[8], у них с Григорием Ивановичем  было пятеро детей[1], известны имена троих.
  - Сын — Лев Григорьевич Поляков (1898-?)
  - Сын — Алексей Григорьевич Поляков
  - Дочь — Александра Григорьевна Полякова (1903-?)[9]
  - И еще две дочери

Репрессии семьи Поляковых в 1920-х годах, вероятно, связаны с их знакомством с англичанином Джеймсом Чарноком, который жил до революции в России и занимался обслуживанием фабричного оборудования. В 1918 он вернулся обратно в Англию, а в 1920-х отправлял Поляковым посылки, чтобы помочь в тяжелое время. НКВД допрашивало Елисея Ивановича Полякова, и Григория Ивановича Полякова и его двух сыновей. Елисей Иванович умер во время следствия, а Григория Ивановича отправили на пять лет на Соловки. Его сына, Льва Григорьевича, который забирал в британской дипмиссии посылки, также арестовали. Он принимал участие в строительстве Беломорканал и подорвал свое здоровье. Ещё одного сына Алексея Григорьевича отправили в Нижний Тагил. Григорий Иванович после Соловков был в ссылке в Архангельске, где заболел туберкулезом. После жил в бедности в Перловке в Подмосковье, где и умер.

## Избранные труды
- Поляков Гр. 1930. Окольцовывание птиц и опыты его на Соловках. // Журнал «Соловецкие острова». № 2-3. Стр. 65-70[10].
- Раздел «Птицы» в издании Календарь русской природы.